# Musikjahr 1770
Liste der Musikjahre

◄◄ | ◄ | 1766 | 1767 | 1768 | 1769 | Musikjahr 1770 | 1771 | 1772 | 1773 | 1774 | ► | ►►

Weitere Ereignisse
Dieser Artikel behandelt das Musikjahr 1770.

## Ereignisse

### Mozart in Italien

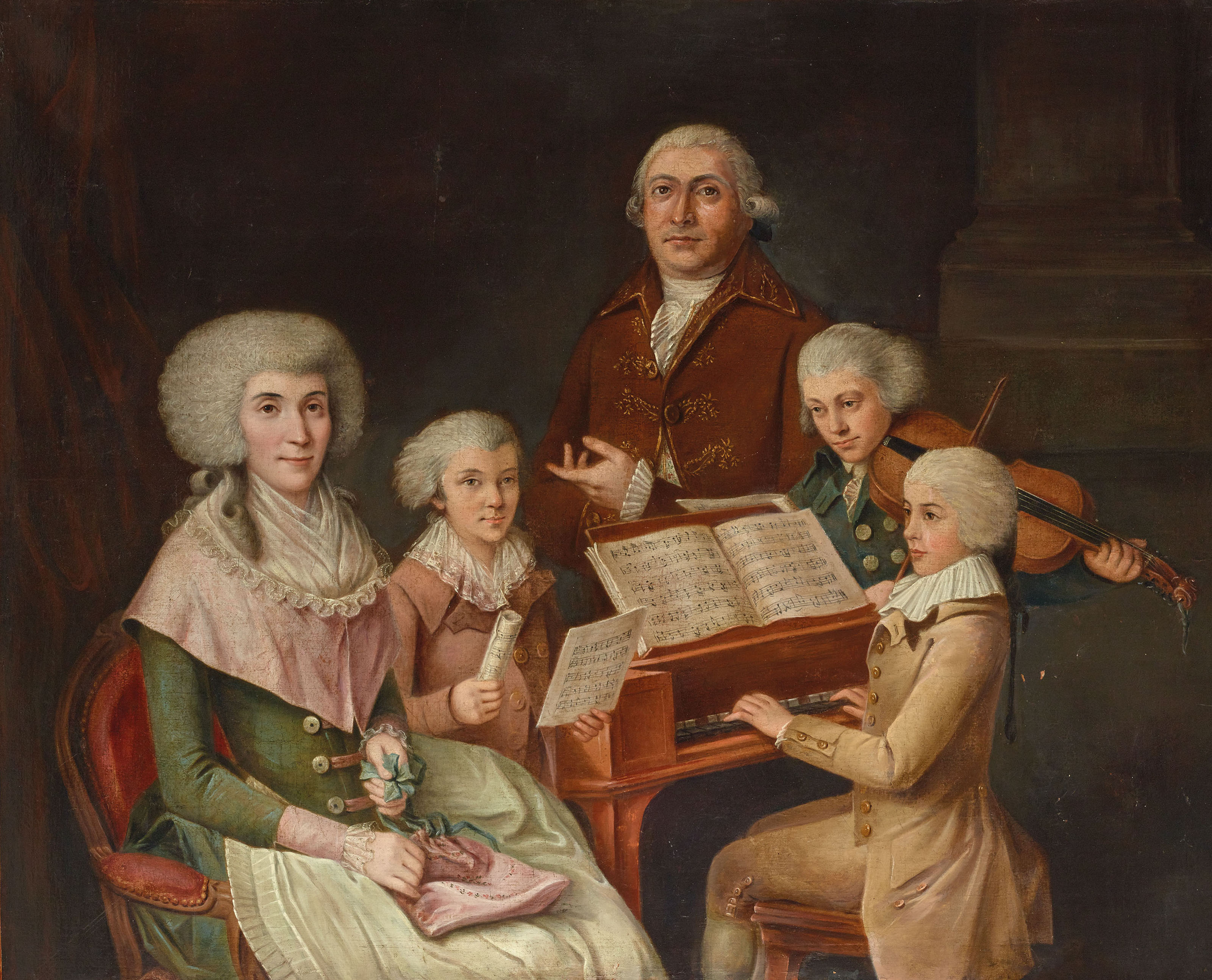
Mozart (am Klavier) musiziert mit dem gleichaltrigen Thomas Linley junior (Violine). Florenz 1770

- Papst Clemens XIV. schlägt Wolfgang Amadeus Mozart in Rom zum Ritter vom Goldenen Sporn.
- In Rom gelingt es Mozart, nachdem er nur ein- oder zweimal dem neunstimmigen Miserere von Gregorio Allegri zugehört hat, das Grundgerüst dieser vom Vatikan streng geheim gehaltenen Partitur aus dem Gedächtnis fehlerfrei niederzuschreiben.
- Bei Padre Giovanni Battista Martini in Bologna studiert Mozart Kontrapunkt. Nach einer Klausur wird er in die Accademia Filarmonica di Bologna aufgenommen. Dort begegnet er so bedeutenden Musikern wie Giovanni Battista Sammartini, Niccolò Piccinni, Pietro Nardini und Giovanni Paisiello.
- Während seiner ersten Italienreise komponiert Wolfgang Amadeus Mozart die 10. Sinfonie, KV 74.
- Für die vier D-Dur-Sinfonien Köchelverzeichnis 81, 84, 95 und 97, die alle während Mozarts erster Italienreise entstanden sein sollen, ist die Echtheit nicht zweifelsfrei geklärt, u. a. weil kein Autograph vorhanden ist.
- 26. Dezember: Die opera seria Mitridate, re di Ponto von Wolfgang Amadeus Mozart hat ihre Uraufführung in Mailand. Der Text stammt von Vittorio Amedeo Cigna-Santi nach dem Drama Mithridate von Jean Racine in der italienischen Übersetzung von Giuseppe Parini.

### Opern und andere Bühnenwerke
- 00. Januar: Die Uraufführung der Commedia per musica Le donne letterate von Antonio Salieri auf einen Text von Giovanni Gastone Boccherini nach Molières Komödie Les femmes savantes erfolgt am Wiener Burgtheater. Der Text war ursprünglich für Florian Leopold Gassmann bestimmt. Da dieser sich auf Reisen befand, übergab man das Textbuch kurzerhand seinem Schüler Salieri, der mit dieser Komposition den Grundstein für seine große Karriere als Musikdramatiker legt.
- 29. Januar: Die Uraufführung der komischen Oper Die Jagd von Johann Adam Hiller findet in Weimar statt.
- Karneval: Die Pastorale per musica L’amore innocente von Antonio Salieri wird am Wiener Burgtheater uraufgeführt.

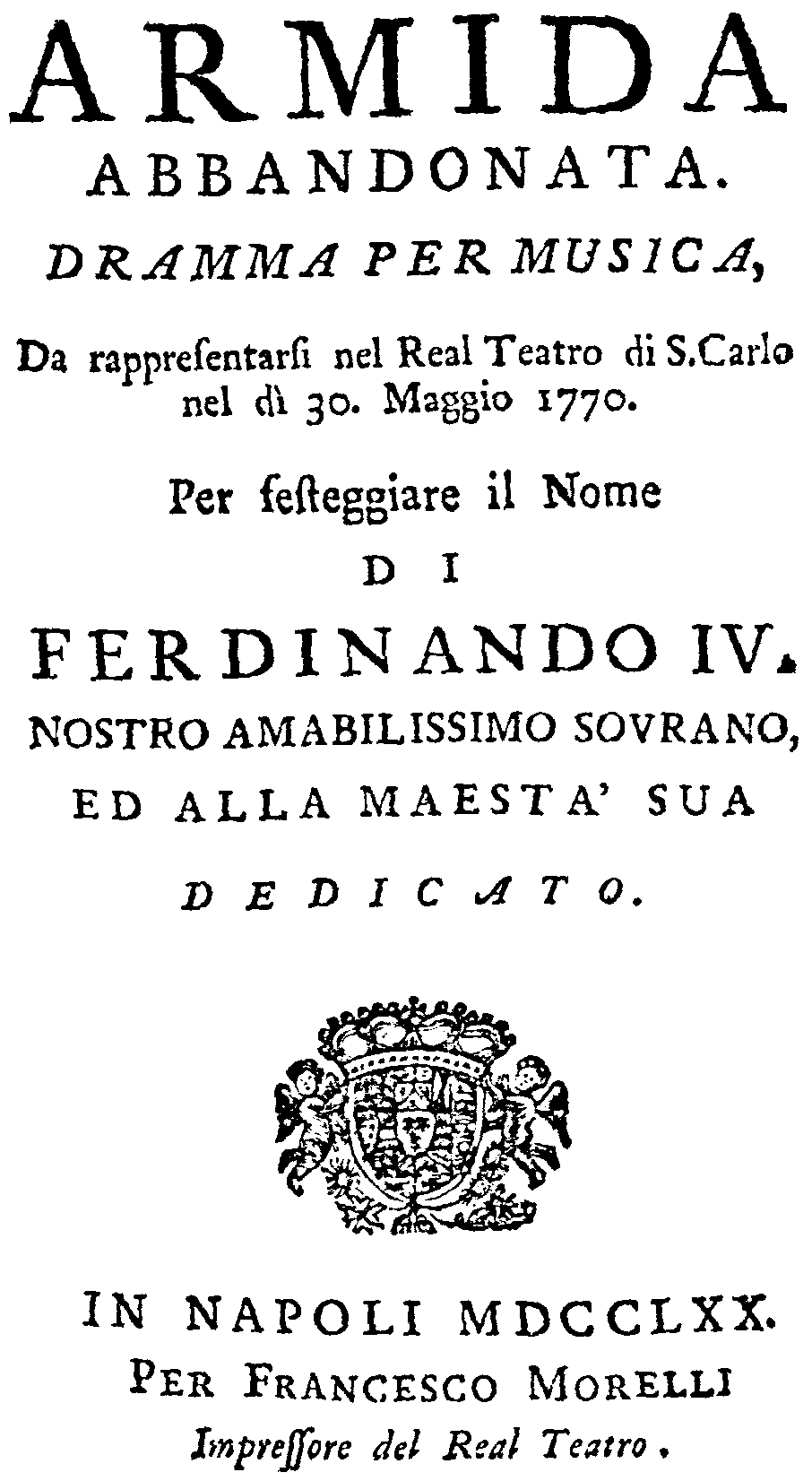
Armida abbandonata, Titelblatt des Librettos, Neapel

- 19. Februar: Uraufführung der Oper Silvain von André-Ernest-Modeste Grétry nach einem Libretto von Jean-François Marmontel in der Comédie-Italienne in Paris.
- 30. Mai: Die Oper Armida abbandonata (Die verlassene Armida) von Niccolò Jommelli mit einem Libretto von Francesco Saverio De Rogati nach dem 16. und 18. Gesang von Torquato Tassos Epos Das befreite Jerusalem wird am Teatro San Carlo in Neapel uraufgeführt. Die Titelpartie singt Anna Lucia De Amicis. Trotz der allseits gerühmten Besetzung kommt Jommellis Stil mit seiner Chromatik, den komplexen rhythmischen Strukturen und der dichten Instrumentierung beim neapolitanischen Publikum nicht gut an. Die Wirkung der dramatisch sorgfältig ausgearbeiteten Rezitative geht im hohen Geräuschpegel des Theaters verloren. Der 14 Jahre alte Wolfgang Amadeus Mozart besucht eine der Proben. Am 29. Mai schreibt er, dass die Oper gut komponiert sei und ihm gefalle. In einem Brief vom 5. Juni bemerkt er jedoch, dass die Musik „schön, aber viel zu gescheid und zu altvätterisch fürs theatro“ sei.
- 03. September: Die Uraufführung der Oper La contessina (Das gräfliche Fräulein oder Die junge Gräfin) von Florian Leopold Gassmann findet in Mährisch Neustadt statt.
- 27. Oktober: Die Oper Les deux avares von André-Ernest-Modeste Grétry erlebt im Schloss Fontainebleau ihre Uraufführung. Das Libretto stammt von Charles-Georges Fenouillot de Falbaire de Quingey. Die Oper gehört zum Rahmenprogramm der Hochzeitsfeierlichkeiten des Dauphins Louis-Auguste de France, duc de berry mit Marie-Antoinette von Österreich-Lothringen.
- 03. November: Die Uraufführung der Oper Paride ed Elena von Christoph Willibald Gluck erfolgt in Wien.
- Jean-Philippe Rameau: Les Boréades, Uraufführung der Oper in Lille

### Kammermusik
- Luigi Boccherini – 6 Streichquartette op. 9 (G. 171–176; „Ai Signori Dilettanti di Madrid“)[1]

### Sonstiges
- Luigi Boccherini wird im November 1770 Komponist und Kammervirtuose (ital. compositore e virtuoso di camera; span. compositor y virtuoso de cámara) des Infanten Don Luis de Borbón y Farnesio, dem Bruder König Karls III. von Spanien.[2] In der Folge entstehen zahlreiche Kammermusikwerke. Jahre später wird Boccherini dem Infanten auch ins Exil folgen.
- William Billings veröffentlicht das Kirchengesangbuch The New England Psalm Singer. Das Gesangbuch enthält Billings beliebteste Komposition, das Lied Chester, das bis zur Einführung der offiziellen Nationalhymne Star-Spangled Banner 1931 als inoffizielle Nationalhymne der Vereinigten Staaten galt.
- Carl Ditters von Dittersdorf wird Kapellmeister des Fürstbischofs von Breslau, Philipp Gotthard von Schaffgotsch, auf Schloss Johannesberg (Janský Vrch) in Jauernig (Javorník).
- Der Klarinettist Bernhard Schott gründet in Mainz den Musikverlag B. Schott’s Söhne.
- Um 1770 entwickelt sich aus dem Ländler die Tanzform des Walzers.

## Geboren

### Geburtsdatum gesichert
- 02. Februar: Johann Georg Oestreich, deutscher Orgelbauer († 1858)
- 10. Februar: Ferdinando Carulli, italienischer Komponist und Gitarrist († 1841)
- 18. Februar: Christian Heinrich Rinck, deutscher Komponist und Organist († 1846)
- 26. Februar: Anton Reicha, tschechischer Komponist († 1836)
- 15. April: Jana Wynandina Gertrut d’Aubigny von Engelbrunner, deutsche Schriftstellerin, Sängerin und Musikpädagogin († 1847)
- 04. Juni: James Hewitt, US-amerikanischer Komponist († 1827)
- 24. Juni: Heinrich Julius Blume, Instrumentenbauer († 1806)
- 27. Juni: Aloys Mooser, Instrumenten- und Orgelbauer († 1839)
- 28. Juli: Gerhard Janssen Schmid, deutscher Orgelbauer († 1845)
- 30. Juli: Friedrich Ludwig Aemilius Abel, deutscher Geiger († 1842)
- 03. September: Johann Heinrich Karl Hengstenberg, preußischer Kirchenliederdichter († 1834)
- 07. Oktober: Max Keller, deutscher Komponist und Organist († 1855)
- 08. November: Friedrich Witt, deutscher Kapellmeister und Komponist († 1836)
- 29. November: Peter Hänsel, deutsch-österreichischer Komponist und Violinist († 1831)
- 11. Dezember: Jan Theobald Held, tschechischer Arzt und Komponist († 1851)

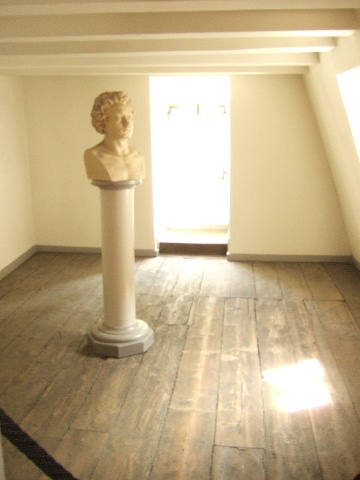
Beethovens Geburtszimmer im Beethoven-Haus in Bonn

- 17. Dezember (getauft): Ludwig van Beethoven, deutscher Komponist († 1827)

### Genaues Geburtsdatum unbekannt
- Chrysanthos von Madytos, griechischer Musikpädagoge und Bischof († 1846)
- Sergei Titow, russischer Komponist († 1825)

### Geboren um 1770
- Therese Bartolozzi, deutsche Pianistin und Komponistin († 1843)
- Franz Xaver Blyma, tschechischer Komponist, Geiger und Dirigent († 1812)

## Gestorben

### Todesdatum gesichert
- 20. Januar: Georg Friedrich Einicke, deutscher Kantor und Komponist (* 1710)

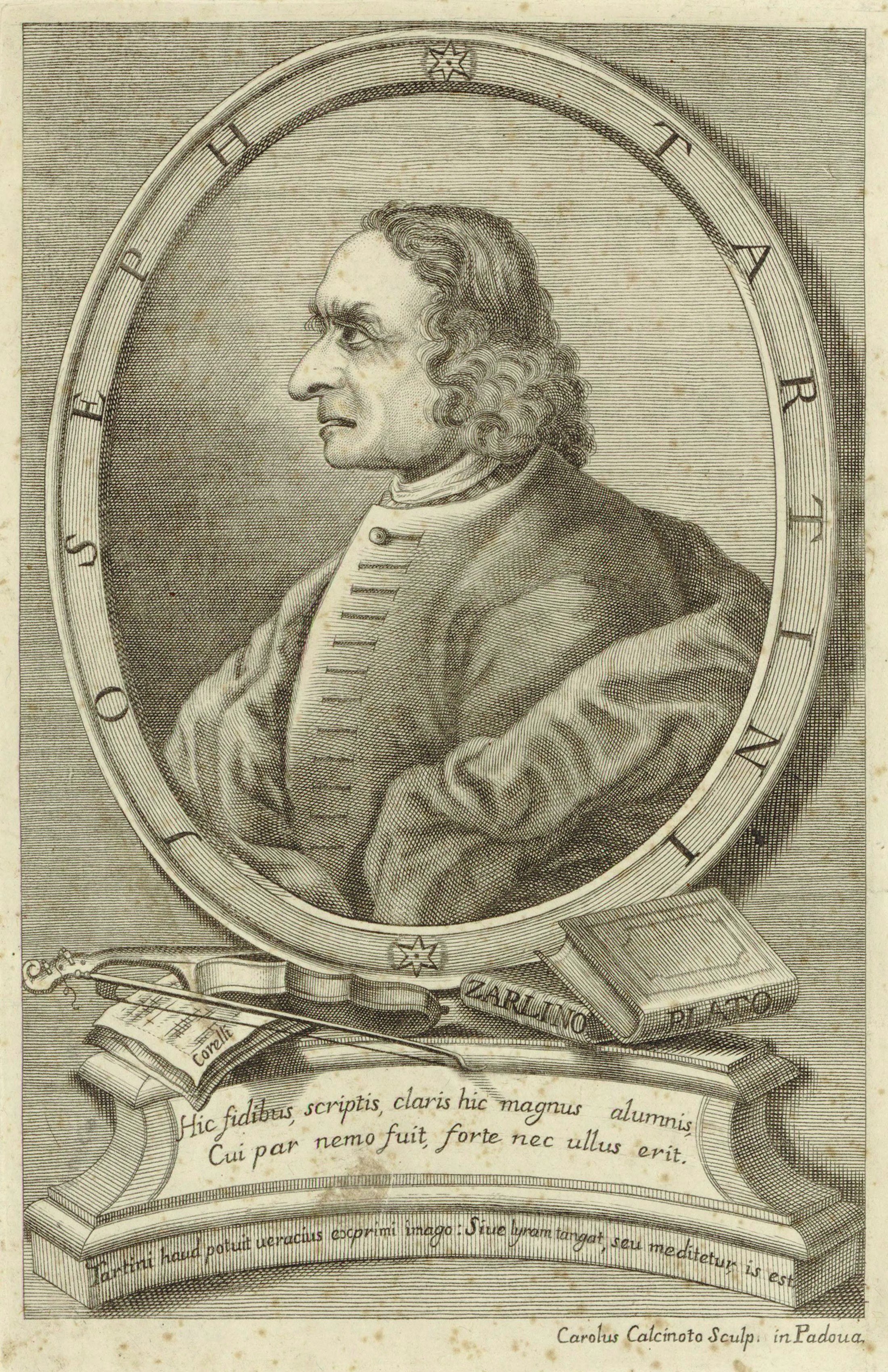
Giuseppe Tartini; † 26. Februar

- 26. Februar: Giuseppe Tartini, italienischer Violinvirtuose und Komponist (* 1692)
- 07. April: Christian Gotthelf Scheinpflug, deutscher Komponist und Kapellmeister (* 1722)
- 19. April: Esprit Antoine Blanchard, französischer Musikmeister, Königlicher Kapellmeister am französischen Hof und Komponist (* 1696)
- 00. April: Pasquale Bini, italienischer Violinvirtuose und Komponist (* 1716)
- 04. Mai: Christian Gottfried Krause, deutscher Jurist, Komponist und Musikschriftsteller (* 1719)

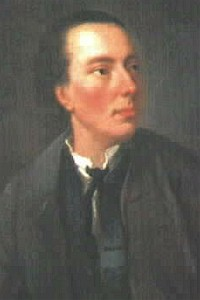
Charles Avison; † 9. Mai

- 09. Mai: Charles Avison, englischer Komponist (* 1709)
- 01. Oktober: Louis-Gabriel Guillemain, französischer Komponist und Violinist (* 1705)
- 10. Oktober: Hieronymus Annoni, Schweizer reformierter Theologe und Kirchenliederdichter (* 1697)
- 17. November: Gian Francesco de Majo, italienischer Komponist (* 1732)
- 09. Dezember: Gottlieb Muffat, österreichischer Organist und Komponist (* 1690)
- 13. Dezember: Johann Heinrich Hartmann Bätz, deutsch-niederländischer Orgelbauer (* 1709)

### Genaues Todesdatum unbekannt
- Francesco Barsanti, italienischer Komponist, Oboist und Flötist (* 1690)
- António Pereira da Costa, portugiesischer Komponist des Barock (* um 1697)
- Johann Jacob Cramer, deutscher Flötist (* 1705)
- Benet Esteve, katalanischer Komponist und Organist (* 1701)
- Wahlfried Ficker, deutscher Orgel- und Musikinstrumentenbauer (* 1676)
- Johann Georg Hörterich, deutscher Orgelbauer (* 1705)